# Poa affinis
Poa affinis är en gräsart som beskrevs av Robert Brown. Poa affinis ingår i släktet gröen, och familjen gräs. Inga underarter finns listade i Catalogue of Life.